# Американское общество клеточной биологии
Американское общество клеточной биологии (англ. The American Society for Cell Biology, ASCB) — крупнейшее американское научное общество, объединяющее более 10 тыс. специалистов в области цитологии.

## История
Американское общество клеточной биологии основано в 1960 году. В настоящее время объединяет около 11 000 членов. Общество базируется в Бетесде, штат Мэриленд.
- Руководители общества
  - Brigid Hogan (Президент)
  - Joan R. Goldberg (Исполнительный директор)
  - Thoru Pederson (Казначей)
  - Jean Schwarzbauer (Секретарь)

- Конференции
  - 49th Annual Meeting — 5-9 декабря, 2009, Сан-Диего, Калифорния, Калифорния. San Diego Convention Center.

## Журналы
- Molecular Biology of the Cell
- CBE — Life Sciences Education
- ASCB Newsletter

## Награды
- Медаль Уилсона
- Keith R. Porter Lecture
- WICB Junior and Senior Awards
- E.E. Just Lecture
- MAC Poster Award
- MBC Paper of the Year
- Young UK Cell Biologist
- ASCB/Bruce Alberts Award
- Early Career Life Scientist Award
- Merton Bernfield Memorial Award
- Norton B. Gilula Award
- ASCB Public Service Award